# Hilmar Boehle
Hilmar Boehle (* 6. September 1953 in Neuwied; † 17. Juli 2009 in Düsseldorf) war ein deutscher Künstler.

## Leben
Hilmar Boehle wurde 1953 in Neuwied geboren. Seine Jugend verbrachte er in Duisburg, wo er 1972 sein Abitur am Humanistischen Landfermann-Gymnasium machte. Nach einem Studienaufenthalt an der Sorbonne in Paris während der Jahre 1972 und 1973 und dem Studium Generale an der Universität Bonn im Jahr 1974 nahm Boehle ein Studium der Bildhauerei an der Kunstakademie Düsseldorf auf, das er als Meisterschüler 1979 abschloss. 
Im Zeitraum der Jahre 1978 bis 1991 hatte er die Möglichkeit, als Artist in Residence die Kunstszene in New York, Los Angeles, Turin, Lodz und Kazan kennenzulernen und in diesem Umfeld eigene Arbeiten zu fertigen. Für seine künstlerische Arbeit erhielt er bereits 1985 den Förderpreis des Landes Nordrhein-Westfalen für junge Künstlerinnen und Künstler. Im selben Jahr nahm Boehle zusammen mit zwei weiteren deutschen Künstlern an der Triennale in Neu-Delhi teil. Die Eindrücke, die er während seines Aufenthalts in Indien sammelte, finden auch Nachhall in seinen Werken. So beispielsweise in „Bank of Rajasthan“ (1986).

## Werk
Es handelt sich bei dem künstlerischen Werk Hilmar Boehles um ein gattungsspezifisch heterogenes Werk. Es gibt sowohl Installationen wie auch Zeichnungen und Videos, sowie in den späteren Jahren, hervorgebracht durch die zunehmende Faszination gegenüber der rasanten Entwicklung im Bereich der Kommunikationstechnologie, einige Webwerke.
Anfangs ist in Boehles objekthaften Arbeiten, die innerhalb seines Œuvres einen Schwerpunkt bilden, noch die Nähe zu seinem Lehrer Reusch spürbar. So in „Perspective ’79“, gezeigt auf der Art Basel 1979. Diese Arbeit zeigt deutliche Korrespondenzen zu Werken Reuschs in der Reduzierung der Form auf einen geometrischen Körper und dem Nachspüren des Verhältnisses von Objektraum und umgebenden Raum.
Mit den Jahren emanzipierten sich Boehles Arbeiten. Als Bildhauer entfernte er sich von traditionellen Materialien, wie Marmor, oder modernen, wie Eisen. Das Material war ihm dabei äußerst wichtig, sei es, dass er sich davon zu einer Idee inspirieren ließ oder für die Umsetzung einer Idee das geeignete Material suchte. 
Ein wesentliches Merkmal wurde das bewusste Suchen und Auswählen ausdrücklich kunstferner Gegenstände als Material. Dem Alltag entnommene, vermeintlich bekannte Dinge kombinierte Boehle neu und enthob sie so dem ihnen zugedachten Bedeutungs- und Sinnzusammenhang mittels der Überführung dieser Gegenstände in eine künstlerische Dimension. Durch diese Kombination, den künstlerischen Prozess, innerhalb dessen die Gegenstände eine Ent- oder Umwertung erfahren, eröffnete Boehle dem Betrachter Assoziationsspielräume, neue Perspektiven und Erfahrungsmöglichkeiten. Der Betrachter wird zum Nachdenken und Neu-denken, zum Hinterfragen und Erfahren motiviert. Dies alles scheint dabei nahezu selbstständig vom Material stimuliert, denn Boehle greift nicht stark abstrahierend ein. Zwar ist er in seinen Werken präsent, aber mehr als eine Art Mittler, der die Tür öffnet.
Auch ironische Brechungen waren Interessens- und Spannungsfelder für Hilmar Boehle. Der Künstler als nicht allein Kritiker, sondern Fragender im Kunstbetrieb wird in vielen Werken thematisch. 
Ein drittes Feld ist das Spiel von Zufall und Konzept. Dies liegt vielen Werken zugrunde. Boehle interessierte das Spannungsverhältnis von Präzision und Leichtfertigkeit, Geplantem und Zufälligem, so zu sehen zum Beispiel in den Werken „Das Gespräch“ (1982) oder seinem letzten Werk „Alkadien“ (2009).

## Ausstellungen (Auswahl)
- 1978 Dave’s Corner, Artist’s Space, P.S.1, New York
- 1982 Private Life, Galerie Rheinhausen des Wilhelm Lehmbruck Museums Duisburg
- 1987 Avanti Artisti, Museum Folkwang Essen
- 1993 Aquarell, Neuer Tanz, Marstall Schloss Benrath, Düsseldorf
- 1997 Von Aachen bis Zürich, Sprengel Museum Hannover
- 1983 Standort Düsseldorf, Kunsthalle Düsseldorf
- 1985 Bauhütte, Kunsthalle Düsseldorf
- 1986 6. Triennale India, New Delhi, Indien
- 1989 BonAngeles, Santa Monica Museum of Art Los Angeles
- 1991 Kunstmuseum Kazan, Tatarien
- 2001 Hommage à Ryszard Stanislawski, Profile of the collection, Muzeum Sztuki, Lodz, Poland
- 2004 Values, 11th Visual Arts Biennial, Gallery of Contemporary Art Pancevo, Yugoslavia